# Чёрная дыра (комикс)
«Чёрная дыра» (англ. Black Hole) — серия комиксов из 12 выпусков, написанная и проиллюстрированная Чарльзом Бёрнсом. Первые выпуски были напечатаны издательством Kitchen Sink Press, остальные — Fantagraphics. В 2005 году все 12 выпусков были перепечатаны в сборнике издательством Pantheon Books.

## История публикаций
Чёрная дыра, состоящая из 12 выпусков, издавалась с 1995 по 2005 год. Первые четыре выпуска были изданы «Kitchen Sink Press»; после того, как издательство прекратило существование, «Fantagraphics» перепечатало первые выпуски и выпустила оставшиеся восемь. Полное собрание комикса было выпущено «Pantheon Books» в 2005 году, однако в нём отсутствуют некоторые страницы, имеющиеся в одиночных выпусках.
В России комикс был выпущен издательством «Фабрика комиксов».

## Сюжет
Действие комикса происходит в Сиэтле в середине 1970-х годов. В городе распространяется заболевание, передающееся половым путём, известное как «подростковая чума», которая вызывает необычные физические мутации. Сюжет главным образом разворачивается вокруг четырёх главных персонажей — Крис, Роб, Кит и Элиза.
Зараженные подростки, из-за мутации вынужденные искать уединения от общества, строят лагерь за городом.
Как утверждает автор, мутации персонажей следует воспринимать, как метафору взросления, трудностей подросткового возраста.

## Киноадаптация
В ноябре 2005 года на форуме Comics Journal появилась информация о том, что «Чёрная дыра» будет адаптирована в фильм французским режиссёром Александром Ажа. В марте 2006 года на сайте Newsarama, публикующем новости о комикс-индустрии, появилась информация о том, что сценарий фильма будет написан Нилом Гейманом и Роджер Эвери, а в апреле этого же года Гейман подтвердил это в интервью журналу «Time».
В феврале 2008 года в журнале «Variety» было объявлено, что фильм будет спродюсирован «Paramount Pictures», а режиссёром выступит Дэвид Финчер. Также в 2008 году проект покинули Гейман с Эвери
В декабре 2011 года Дэвид Финчер сообщил о том, что новый сценарий для фильма был написан Данте Харпером. Дата выхода фильма в настоящее время не известна.